# Vatica elliptica
Vatica elliptica är en tvåhjärtbladig växtart som beskrevs av Foxworthy. Vatica elliptica ingår i släktet Vatica och familjen Dipterocarpaceae. Inga underarter finns listade i Catalogue of Life.